# Catunaregam spinosa
Catunaregam spinosa és una espècie de planta de la família de les Rubiàcies que es distribueix pel sud-est d'Àfrica, Índia i Xina. És un arbust que es troba en boscos oberts, on forma densos matollars que poden antèner fins a nou metre d'altitud.
Les flors i fruites són comestibles i s'utilitzen en la medicina tradicional de l'Índia. La fruita té un alt índex de glúcids i saponines. S'utilitza com a emètic, expectorant, antihelmíntic i abortiu. També té capacitats antidiabètiques. Les fruites madures són tòxiques per a peixos i l'escorça conté saponines insecticides. Ells llavors són tònics i estimulen la gana. Infusions actuen contra els mals de cap.